# Esqui alpino nos Jogos Olímpicos de Inverno de 2014 - Combinado masculino
O combinado masculino nos Jogos Olímpicos de Inverno de 2014 foi disputado no Centro Alpino Rosa Khutor, na Clareira Vermelha, em Sóchi no dia 14 de fevereiro de 2014.

## Medalhistas
| Ouro   | SUI Sandro Viletta      |
| Prata  | CRO Ivica Kostelić      |
| Bronze | ITA Christof Innerhofer |

## Resultados
| Pos.              | Bib | Atleta                                | Downhill | Pos. | Slalom  | Pos. | Total   | Diferença |
| ----------------- | --- | ------------------------------------- | -------- | ---- | ------- | ---- | ------- | --------- |
| Medalha de ouro   | 20  | SUI Sandro Viletta                    | 1:54.88  | 14   | 50.32   | 2    | 2:45.20 | —         |
| Medalha de prata  | 21  | CRO Ivica Kostelić                    | 1:54.17  | 7    | 51.37   | 3    | 2:45.54 | +0.34     |
| Medalha de bronze | 10  | ITA Christof Innerhofer               | 1:54.30  | 8    | 51.37   | 3    | 2:45.67 | +0.47     |
| 4                 | 9   | NOR Kjetil Jansrud                    | 1:53.24  | 1    | 53.02   | 13   | 2:46.26 | +1.06     |
| 5                 | 2   | SVK Adam Žampa                        | 1:56.23  | 27   | 50.11   | 1    | 2:46.34 | +1.14     |
| 6                 | 24  | USA Bode Miller                       | 1:54.67  | 12   | 51.93   | 7    | 2:46.60 | +1.40     |
| 7                 | 4   | CZE Ondřej Bank                       | 1:53.38  | 2    | 53.46   | 16   | 2:46.84 | +1.64     |
| 8                 | 16  | SUI Carlo Janka                       | 1:54.42  | 9    | 52.46   | 11   | 2:46.88 | +1.68     |
| 8                 | 12  | NOR Aksel Lund Svindal                | 1:53.94  | 6    | 52.94   | 12   | 2:46.88 | +1.68     |
| 10                | 18  | CRO Natko Zrnčić-Dim                  | 1:55.26  | 19   | 51.80   | 6    | 2:47.06 | +1.86     |
| 11                | 28  | USA Jared Goldberg                    | 1:54.90  | 15   | 52.39   | 10   | 2:47.29 | +2.09     |
| 12                | 22  | USA Ted Ligety                        | 1:55.17  | 18   | 52.22   | 8    | 2:47.39 | +2.19     |
| 13                | 14  | AUT Matthias Mayer                    | 1:53.61  | 3    | 53.85   | 20   | 2:47.46 | +2.26     |
| 14                | 13  | AUT Romed Baumann                     | 1:55.36  | 21   | 52.23   | 9    | 2:47.59 | +2.39     |
| 15                | 8   | SUI Beat Feuz                         | 1:54.46  | 10   | 53.29   | 15   | 2:47.75 | +2.55     |
| 16                | 6   | CZE Martin Vráblík                    | 1:56.36  | 29   | 51.56   | 5    | 2:47.92 | +2.72     |
| 17                | 26  | FRA Adrien Théaux                     | 1:55.00  | 17   | 53.66   | 17   | 2:48.66 | +3.46     |
| 18                | 25  | ITA Dominik Paris                     | 1:54.46  | 10   | 54.99   | 22   | 2:49.45 | +4.25     |
| 19                | 30  | CZE Kryštof Krýzl                     | 1:56.68  | 32   | 53.21   | 14   | 2:49.89 | +4.69     |
| 20                | 27  | CAN Morgan Pridy                      | 1:56.21  | 25   | 53.82   | 19   | 2:50.03 | +4.83     |
| 21                | 40  | AUT Otmar Striedinger                 | 1:55.48  | 22   | 54.98   | 21   | 2:50.46 | +5.26     |
| 22                | 37  | ESP Paul de la Cuesta                 | 1:56.22  | 26   | 55.84   | 23   | 2:52.06 | +6.86     |
| 23                | 39  | BUL Nikola Chongarov                  | 1:58.68  | 41   | 53.73   | 18   | 2:52.41 | +7.21     |
| 24                | 32  | RUS Pavel Trikhichev                  | 1:56.65  | 31   | 56.64   | 28   | 2:53.29 | +8.09     |
| 25                | 34  | ESP Ferran Terra                      | 1:57.23  | 34   | 56.31   | 26   | 2:53.54 | +8.34     |
| 26                | 42  | KAZ Igor Zakurdayev                   | 1:57.62  | 37   | 57.02   | 29   | 2:54.64 | +9.44     |
| 27                | 44  | BIH Igor Laikert                      | 1:59.76  | 44   | 55.94   | 24   | 2:55.70 | +10.50    |
| 28                | 33  | MON Olivier Jenot                     | 1:59.81  | 45   | 56.01   | 25   | 2:55.82 | +10.62    |
| 29                | 31  | ARG Cristian Javier Simari Birkner    | 1:59.63  | 43   | 56.46   | 27   | 2:56.09 | +10.89    |
| 30                | 3   | RUS Aleksandr Viktorovich Khoroshilov | 1:56.03  | 24   | 1:02.43 | 33   | 2:58.46 | +13.26    |
| 31                | 46  | AND Marc Oliveras                     | 1:57.08  | 33   | 1:01.46 | 32   | 2:58.54 | +13.34    |
| 32                | 47  | CHI Henrik von Appen                  | 1:58.49  | 40   | 1:00.42 | 30   | 2:58.91 | +13.71    |
| 33                | 36  | KAZ Martin Khuber                     | 1:59.42  | 42   | 1:00.44 | 31   | 2:59.86 | +14.66    |
| 34                | 49  | DEN Christoffer Faarup                | 1:57.96  | 39   | 1:10.36 | 34   | 3:08.32 | +23.12    |
|                   | 29  | SLO Klemen Kosi                       | 1:56.41  | 30   | DSQ     | DSQ  | DSQ     | DSQ       |
|                   | 1   | NOR Aleksander Aamodt Kilde           | 1:53.85  | 4    | DNF     | —    | —       | —         |
|                   | 5   | AUT Max Franz                         | 1:53.93  | 5    | DNF     | —    | —       | —         |
|                   | 7   | POL Maciej Bydlinski                  | 1:57.36  | 35   | DNF     | —    | —       | —         |
|                   | 11  | SUI Mauro Caviezel                    | 1:54.75  | 13   | DNF     | —    | —       | —         |
|                   | 15  | ITA Peter Fill                        | 1:54.98  | 16   | DNF     | —    | —       | —         |
|                   | 17  | FRA Alexis Pinturault                 | 1:55.68  | 23   | DNF     | —    | —       | —         |
|                   | 19  | FRA Thomas Mermillod Blondin          | 1:56.23  | 27   | DNF     | —    | —       | —         |
|                   | 23  | USA Andrew Weibrecht                  | 1:55.33  | 20   | DNF     | —    | —       | —         |
|                   | 38  | ARG Jorge Birkner Ketelhohn           | 2:01.05  | 46   | DNF     | —    | —       | —         |
|                   | 43  | BUL Georgi Georgiev                   | 1:57.69  | 38   | DNF     | —    | —       | —         |
|                   | 45  | MON Arnaud Alessandria                | 1:57.59  | 36   | DNF     | —    | —       | —         |
|                   | 35  | SVK Matej Falat                       | DNF      | —    | —       | —    | —       | —         |
|                   | 41  | BLR Yuri Danilochkin                  | DNF      | —    | —       | —    | —       | —         |
|                   | 48  | SVK Martin Bendik                     | DNF      | —    | —       | —    | —       | —         |
|                   | 50  | ROU Ioan Valeriu Achiriloaie          | DNF      | —    | —       | —    | —       | —         |

Legenda
| Recorde mundial      | Recorde mundial (World record)               |                       | Recorde africano                      | Recorde africano (African) |                                           | Q | Classificado por posição (Qualified) |
| Recorde olímpico     | Recorde olímpico (Olympic record)            | Recorde da América    | Recorde da América (Americas)         | q                          | Classificado por melhor tempo (Qualified) |   |                                      |
| Melhor marca do ano  | Melhor marca do ano (World leading)          | Recorde asiático      | Recorde asiático (Asian)              | DNS                        | Não largou (Did not start)                |   |                                      |
| Recorde nacional     | Recorde nacional (National record)           | Recorde europeu       | Recorde europeu (European)            | DNF                        | Não terminou (Did not finish)             |   |                                      |
| Recorde pessoal      | Recorde pessoal do atleta (Personal best)    | Recorde da Oceania    | Recorde da Oceania (Oceania)          | DSQ / DQ                   | Desclassificado (Disqualified)            |   |                                      |
| Recorde da temporada | Recorde da temporada do atleta (Season best) | Recorde sul-americano | Recorde sul-americano (South America) | NM                         | Sem marca (No mark)                       |   |                                      |